# Edinburgh (romance)
Edinburgh é o primeiro romance do autor Alexander Chee. É a história do crescimento de um jovem adolescente que sofre, mas finalmente vence, os sofrimentos que lhe são causados por um professor pedófilo. 

## Recepção pela crítica
Edinburgh ganhou os prémios Michener/Copernicus Prize na categoria de ficção, Asian American Writers Workshop Literary Award, Lambda Editor's Choice Prize, e foi nomeado como o Best Book of the Year ("Melhor Livro do Ano") pela Publishers Weekly. Michael Spinella descreveu o romance com uma "história espectacular, viciante e agoniante" na Booklist, e a Sunday Book Review do New York Times como "Oprimente... complexo... sofisticado”
Alexander Chee recebeu o prémio Whiting Writers' Award de 2003. Edmund White considerou que "Alexander Chee é o melhor novo romancista que descobri nos últimos tempos".